# Ruimen (vee)

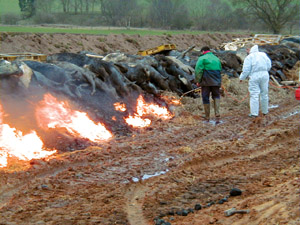
Dieren die geruimd zijn wegens mond-en-klauwzeer

Ruimen is het op grote schaal afmaken, afvoeren en vernietigen van vee dat mogelijk besmet is met een meestal besmettelijke veeziekte. Het gaat hier niet om het welzijn van de individuele dieren, maar om de economische gevolgen en soms ook de gezondheid van mensen. Meestal wordt er door de Europese Unie een eenduidig beleid gevoerd.

## Redenen om te ruimen
Om economische redenen ruimt men wanneer het van belang is dat de veestapel vrij is van de betreffende ziekte, omdat het vlees of ander product niet ingevoerd mag worden in de landen die het importeren. Voorbeelden zijn varkenspest en MKZ. Omdat vaccinatie een kleine kans openlaat dat besmet vlees wordt uitgevoerd, wordt er niet gevaccineerd, maar worden bij deze ziekten afspraken gemaakt dat alle evenhoevigen in een straal van x kilometer worden geruimd. Dit betekende bij de MKZ-crisis dat er op elk besmet dier 8000 beesten werden gedood. Evenhoevig is al het vee behalve paarden, paarden zijn ongevoelig voor MKZ. Bij de epidemie in 2001 werd het vee gevaccineerd, omdat er niet snel genoeg geruimd kon worden. Alle gevaccineerde dieren zijn in tweede instantie geruimd. Hier zijn op grond van de ervaringen nieuwe afspraken gemaakt, een ingeënt dier hoeft bij een nieuwe uitbraak niet altijd te worden gedood.
Wanneer een veeziekte gevaarlijk is of kan zijn voor de mens, zal ook vaak geruimd moeten worden. Te denken valt aan Q-koorts of de vogelgriep.
Een derde reden voor ruimen is als een kudde of eens stal in aanraking gekomen is met verkeerd voedsel of met medicijnen. BSE en de schapenziekte Scrapie worden veroorzaakt doordat de dieren zenuwweefsel van dieren die aan de ziekte gestorven zijn in het voedsel hebben gekregen. De mens kan op dezelfde manier besmet worden met de ziekte van Creutzfeldt-Jakob. Ook als -op illegale wijze- antibiotica, bijvoorbeeld furazolidon, in het veevoer terecht is gekomen wordt, afhankelijk van de stof, al het vlees afgekeurd voor consumptie.

## Procedure
Bij sommige ziekten is de dierenarts aangifteplichtig, bij andere ziekten ook de houder van de dieren. Gemeld wordt bij de NVWA, de Nederlandse Voedsel- en Waren Autoriteit.